# Глікодин
Глікодин (Glycodin) — лікарський препарат з протикашлевою і відхаркувальною дією, основна діюча речовина — декстрометорфан (DXM).

## Фармакологічна дія
Протикашльова, муколітична.
Декстрометорфан має протикашльову дію. Пригнічує збудливість кашльового центру, пригнічує кашель будь-якого походження. Не має наркотичної (при дозованому вживанні), болезаспокійливої і снодійної дії. Початок дії — через 10-30 хв після прийому, тривалість — протягом 5-6 год у дорослих і до 6-9 год у дітей.
Терпингідрат має відхаркувальну дію, підвищує секреторну функцію епітеліальних залоз дихальних шляхів, збільшує об'єм секреції і знижує в'язкість секрету, що виділяється.
Левоментол має помірну спазмолітичну дію. Полегшує стан при появі симптомів гострого риніту, фарингіту, ларингіту та бронхіту.
Фармакокінетика: Після прийому внутрішньо декстрометорфан повністю всмоктується в шлунково-кишковому тракті, метаболізується в печінці. Cmax в плазмі крові досягається через 2 год. До 45 % декстрометорфану може виводитися із сечею.
Терпингідрат швидко всмоктується із ШКТ після прийому внутрішньо. Препарат циркулює в крові в незміненому вигляді і виводиться через дихальні шляхи, з сечею і потом, яким він надає специфічний запах. Частина препарату піддається в організмі окисленню і виводиться із сечею у вигляді фенолів разом з глюкуроновою кислотою.
Опис лікарської форми: Коричнева рідина без будь-яких сторонніх часток, з характерним смаком і запахом.
Відпуск з аптек: З 2008-2009 року Глікодин, який раніше був рецептурним препаратом, став випускатися зі статусом «Без рецепта лікаря». Останнім часом в деяких аптеках стали продавати за рецептом лікаря. У 2015 році закінчилася реєстрація в Україні, із 2017 року не доступний на території України. Хоча і виробляється вже більше 50 років та продається в Індії.

## Склад
5 мл сиропу містять:
- Декстрометорфана гідроброміда – 10 мг;
- Терпінгідрата – 10 мг;
- Левоментола натурального – 3,75 мг;
- Сироп на гліцериновій основі.[2]

### Активні речовини
Декстрометорфан + Терпінгідрат + Левоментол* (Dextromethorphan + Therpinhydrate + Levomenthol*).

### Допоміжні речовини
Сахароза; метилгідроксибензоат натрію; натрію пропілгідроксибензоат; кислота лимонна моногідрат; пропіленгліколь; гліцерин; гідроксид натрію; карамель; аромат фруктовий; алем; вода.

## Застосування
Показання: Гострі і хронічні захворювання органів дихання, що супроводжуються сухим подразнюючим кашлем.
Протипоказання: Підвищена чутливість до будь якого з компонентів препарату; бронхіальна астма; вагітність, період лактації, дитячий вік (до 1 року).
З обережністю — порушення функції печінки.
Застосування при вагітності і годуванні груддю: Препарат протипоказаний вагітним і годуючим жінкам.
Побічні дії: Сонливість, нудота, запаморочення, свербіж, кропив'янка.
Взаємодія: Синергічна взаємодія з наркотичними протикашльовими препаратами та іншими ЛЗ, що пригнічують ЦНС. Не виключається можливість взаємодії декстрометорфану з інгібіторами МАО, тому у пацієнтів, які приймають інгібітори МАО, Глікодин сироп від кашлю бажано виключити.
Передозування: Симптоми: збудження, запаморочення, пригнічення дихання, зниження артеріального тиску, тахікардія, диспептичні розлади. При передозуванні в 20-100 разів спостерігаються явища зміни свідомості — дисоціація. Декстрометорфан — основне психоактивна речовина, належить до групи дисоціативів. Лікування при передозуванні — штучна вентиляція легень, симптоматичне лікування. Є специфічний антидот — налоксон, який може застосовуватися при передозуванні у 100 і більше разів.
Спосіб застосування і дози: Всередину. Дорослі: 1 ч. ложка (5 мл) 3-4 рази на день. Діти: від 1 до 3 років — за рекомендацією лікаря; від 4 до 6 років — 1/4 ч. ложки 3-4 рази на день; від 7 до 12 років — 1/2 ч. ложки 3-4 рази на день.
Особливі вказівки: Особам, які застосовують препарат, слід утриматися від керування автомобілем, роботи з механізмами та інших небезпечних видів діяльності.

## Форми випуску
Глікодин випускається у вигляді таблеток № 4, № 200 (4х50) (таблетки, фактично, є іншим лікарським засобом цієї ж фірми, його реєстрація закінчилася в 2008 і була продовжена до 2013) і сиропу у флаконах по 50 та 100 мл. До сиропу йде також інструкція і мірна ложечка на 5 мл.

## Доступність в Україні
Препарат індійської компанії «Алємбік Лімітед» Глікодин спочатку був зареєстрований в Україні з 01.12.2005 по 01.12.2010, потім перереєстрований з 13.12.2010 по 13.12.2015. Станом на вересень 2017 року в Україні відсутній, оскільки термін використання останньої партії ліків закінчився у червні 2017 року.

## Цікавий факт
- Глікодин досить популярний в Індії завдяки компанії Alembic Pharmaceuticals Ltd вже більше 60 років, проте практично не відомий поза Індією.[9][10][11]